# Allocapnia sano
Allocapnia sano is een steenvlieg uit de familie Capniidae. De wetenschappelijke naam van de soort is voor het eerst geldig gepubliceerd in 2006 door Grubbs.